# Patrice Leconte
Patrice Leconte (Parigi, 12 novembre 1947) è un regista, attore, fumettista e sceneggiatore francese.

## Biografia
Trascorre l'infanzia a Tours, girando verso l'età di quindici anni alcuni piccoli film amatoriali. Nel 1967 si trasferisce per motivi di studio a Parigi, dove frequenta l'Istituto di Alti Studi Cinematografici. Collabora con i Cahiers du cinéma e inizia a realizzare alcuni cortometraggi. Contemporaneamente collabora con la rivista Pilote per cui produce, dal 1970 al 1974, tavole di grande originalità; nello stesso periodo dirige numerosi spot pubblicitari.
Dopo aver realizzato diversi cortometraggi, nel 1975 realizza il suo primo lungometraggio: Il cadavere era già morto. In generale, Leconte si caratterizza sia per il suo eclettismo, sia per il suo umorismo lieve ma non leggero. Da ricordare anche una peculiarità del regista, dal film Tandem (1987) è lui che realizza personalmente le inquadrature dei suoi film; in un'intervista lo spiega così: «Ho cominciato a fare da solo le inquadrature con Tandem e da allora non ho più lasciato la macchina da presa a nessuno, semplicemente perché l'inquadratura fa parte integrante della regia. E poi gli attori amano avere l'occhio del regista vicino. Quando vedo un regista dietro al suo monitor mi dico: “Ma sta già guardando il suo film alla televisione!” e penso che sia un grosso pericolo. È il controllo video che spinge un regista a fare sempre più primi piani, perché quando si osserva un campo lungo sul monitor non si vede nulla. E questo finisce per falsare completamente il punto di vista».

## Filmografia

### Regista

#### Cortometraggi
- Incompressionisme (1962)
- Antoine (1962)
- Morte Carne (1962)
- Sans gamelles ni bidons (1962)
- Le Bonhomme (1962)
- Le tour du monde de monsieur Jones (1962)
- Les voisins (1962)
- Schweppes (1962)
- Corrida (1963)
- La chute (1963)
- Monsieur Ploum (1965)
- Les dieux au goutte-à-goutte (1965)
- Episode de la vie de M. Bonhomme (1965)
- Monsieur mon général (1965)
- Sept péchés capitaux et militaires (1966)
- Les mots (1966)
- Tout à la plume, rien au pinceau (And My Name Is Marcel Gotlib) (1970)
- Le laboratoire de l'angoisse (1971)
- La famille heureuse (1973)
- Le batteur du boléro (1991)
- Une nuit au Grévin (2015)

#### Lungometraggi
- Il cadavere era già morto (Les vécés étaient fermés de l'intérieur) (1975)
- Les Bronzés (1978)
- Les Bronzés font du ski (1979)
- Viens chez moi, j'habite chez une copine (1980)
- Ma femme s'appelle reviens (1982)
- Circulez y'a rien à voir (1983)
- Les spécialistes (1984)
- Tandem (1987)
- L'insolito caso di Mr. Hire (Monsieur Hire) (1989)
- Il marito della parrucchiera (Le mari de la coiffeuse) (1990)
- Contre l'oubli (1991) - episodio
- Tango (1993)
- Il profumo di Yvonne (Le Parfum d'Yvonne) (1993)
- Lumière et compagnie (1995) - episodio
- Ridicule (1996)
- Les Grands Ducs (1996)
- Uno dei due (Une chance sur deux) (1998)
- La ragazza sul ponte (La fille sur le pont) (1999)
- L'amore che non muore (La Veuve de Saint-Pierre) (2000)
- Félix et Lola (2000)
- Rue des plaisirs (2001)
- L'uomo del treno (L'homme du train) (2002)
- Confidenze troppo intime (Confidences trop intimes) (2003)
- Dogora (Dogora - Ouvrons les yeux) (2004)
- Les bronzés 3: amis pour la vie (2006)
- Il mio migliore amico (Mon meilleur ami) (2006)
- La Guerre des miss (2009)
- Voir la mer (2011)
- La bottega dei suicidi (Le Magasin des suicides) (2012)
- Una promessa (A Promise) (2013)
- Tutti pazzi in casa mia (Une Heure de tranquillité) (2014)
- Salauds de pauvres (2019) - episodio
- Maigret (2022)

#### Televisione
- Les Boutiques obscures (2018) - Documentari TV

### Attore
- L'an 01, regia di Jacques Doillon (1972)
- Pinot simple flic, regia di Gérard Jugnot (1984)
- Lumière et compagnie, regia di Lasse Hallström (1995)
- Le Fils de Gascogne, regia di Pascal Aubier (1996)
- Mes stars et moi, regia di Lætitia Colombani (2008)
- In viaggio con Adele, regia di Alessandro Capitani (2018)

## Riconoscimenti
- Golden Globe 1997 – Candidatura al miglior film straniero per Ridicule
- Golden Globe 2000 – Candidatura al miglior film straniero per La ragazza sul ponte
- Golden Globe 2001 – Candidatura al miglior film straniero per L'amore che non muore
- Premi BAFTA 1992 – Candidatura al miglior film non in lingua inglese per Il marito della parrucchiera
- Premi BAFTA 1997 – Miglior film non in lingua inglese per Ridicule
- Premi BAFTA 2001 – Candidatura al miglior film non in lingua inglese per La ragazza sul ponte
- European Film Awards 2003 – Candidatura al miglior regista per L'uomo del treno
- European Film Awards 2004 – Candidatura al miglior regista per Confidenze troppo intime
- 59ª Mostra internazionale d'arte cinematografica di Venezia – Premio del pubblico – Miglior film per L'uomo del treno
- David di Donatello 1997 – Miglior film straniero per Ridicule
- Premi César 1997 – Miglior regista per Ridicule
- Premi César 1997 – Miglior film per Ridicule
- Premi Lumière 1997 – Miglior film per Ridicule
- Premio Louis-Delluc 1990 per Il marito della parrucchiera
- Satellite Awards 1997 – Miglior film straniero per Ridicule